# Matuku
Matuku je ostrov nacházející se na Fidži vulkanického původu ležící v souostroví Moala, podskupině souostroví Lau. Leží na 19,18° jižní šířky a 179,75° východní délky. Matuku má rozlohu 57 km² a maximální výšku 385 m.

## Obyvatelstvo
- Fidžijci- 54,3%
- Indofidžijci – 38,1%
- ostatní (Chaena, Gora, Duusra) – 7,6%

| Loma | Makadro | Andako | Levukaidaku | Raviravi | Qalikaru | Natokalau | Yaroi |